# Palazzo Vettori di Santo Spirito
Palazzo Venturi Magalotti è un edificio storico del centro di Firenze, situato in via Santo Spirito 3 angolo via de' Coverelli.

## Storia e descrizione
L'edificio è parte di un gruppo di case già di proprietà dei Vettori, che con i Capponi, ugualmente legati alla zona per via delle molte proprietà, avevano "comunione commerciale", ma anche legami matrimoniali, come nel caso di Ludovico Capponi e Maddalena Vettori risiedenti nell'antistante palazzo Capponi Vettori. 
Il prospetto di questo edificio principale mostra la parte basamentale segnata da grossi blocchi di pietra a vista, con due ampie arcate ora parzialmente tamponate, quella a destra adattata con un nuovo portale (attualmente frammentario a seguito dei lavori tesi a riportare in luce l'antico parato in pietra) databile al Settecento. Sulla cantonata è, in alto, uno scudo con l'arme policroma dei Vettori in marmo bianco, serpentino e terracotta invetriata (trinciato di nero e d'argento, alla banda d'azzurro seminata di gigli d'oro, passata sulla partizione), che si vuole opera di Maso di Bartolomeo del 1450. Appare tuttavia improbabile che a quella data un altro scultore padroneggiaste l'arte della terracotta policroma invetriata oltre a Luca della Robbia, ma può darsi che la banda gigliata sia frutto di un rifacimento più tardo. 
La facciata è stata oggetto di restauro e nuova tinteggiatura nel 2016. 

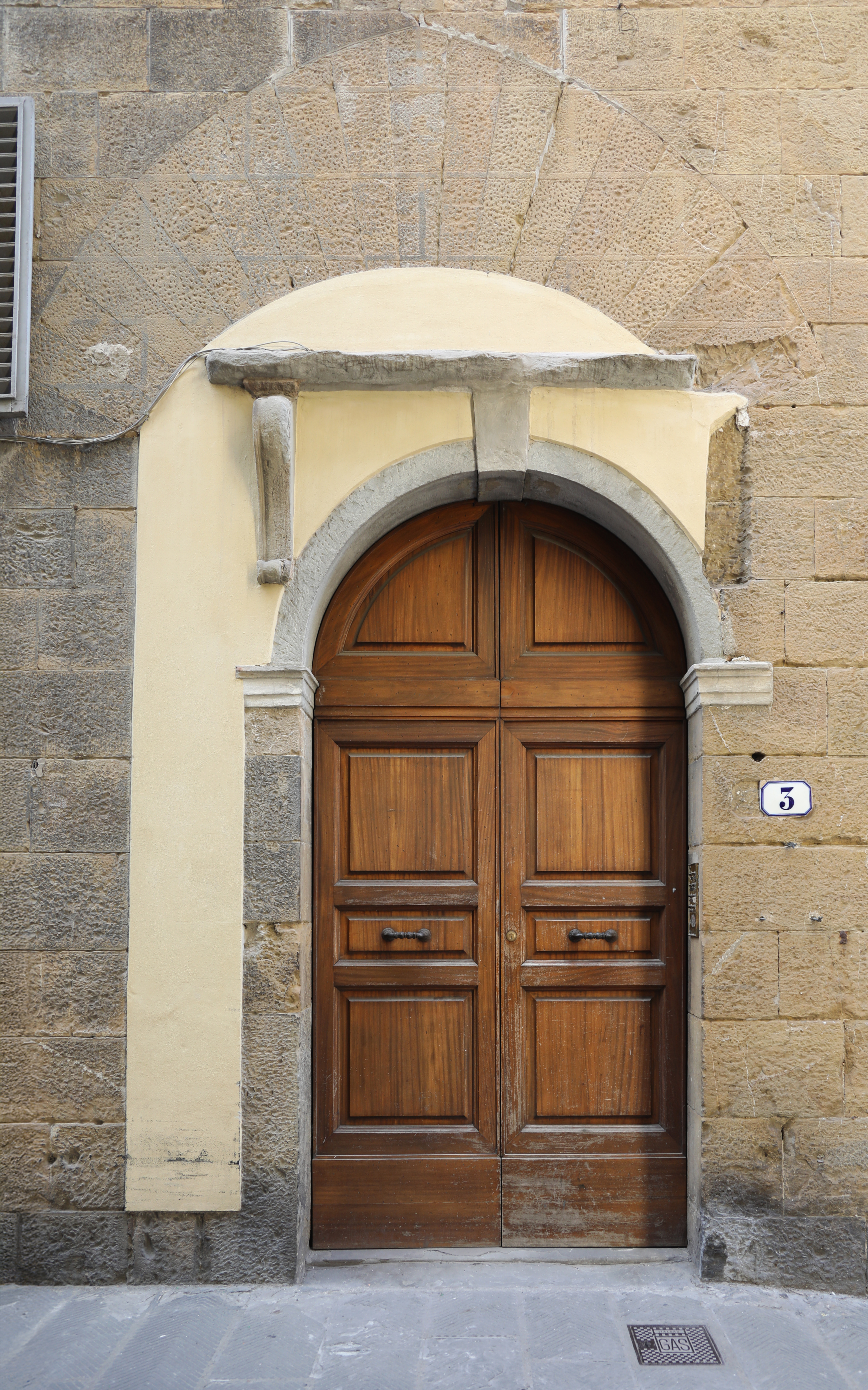
Il portale
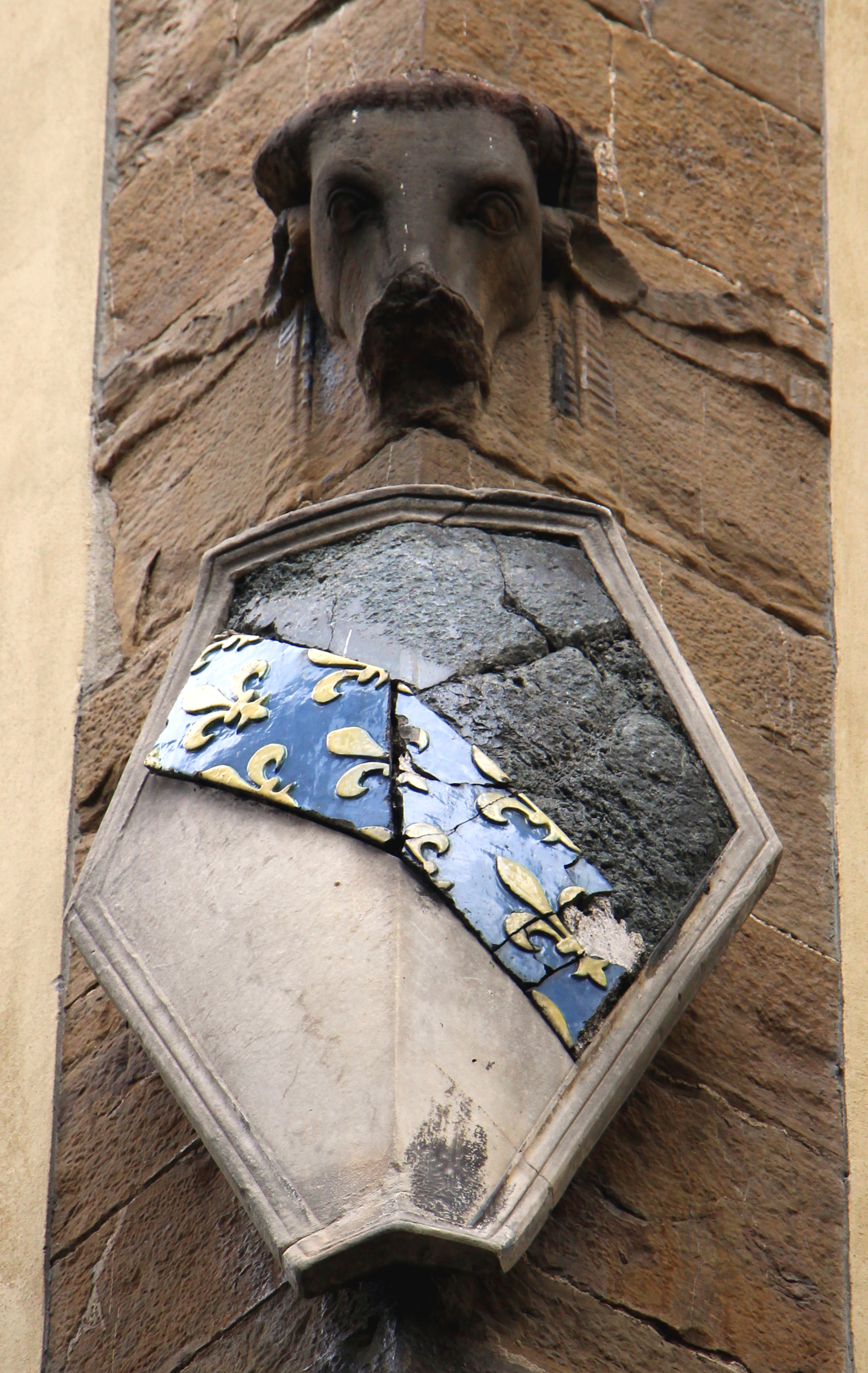
Stemma in terracotta smaltata
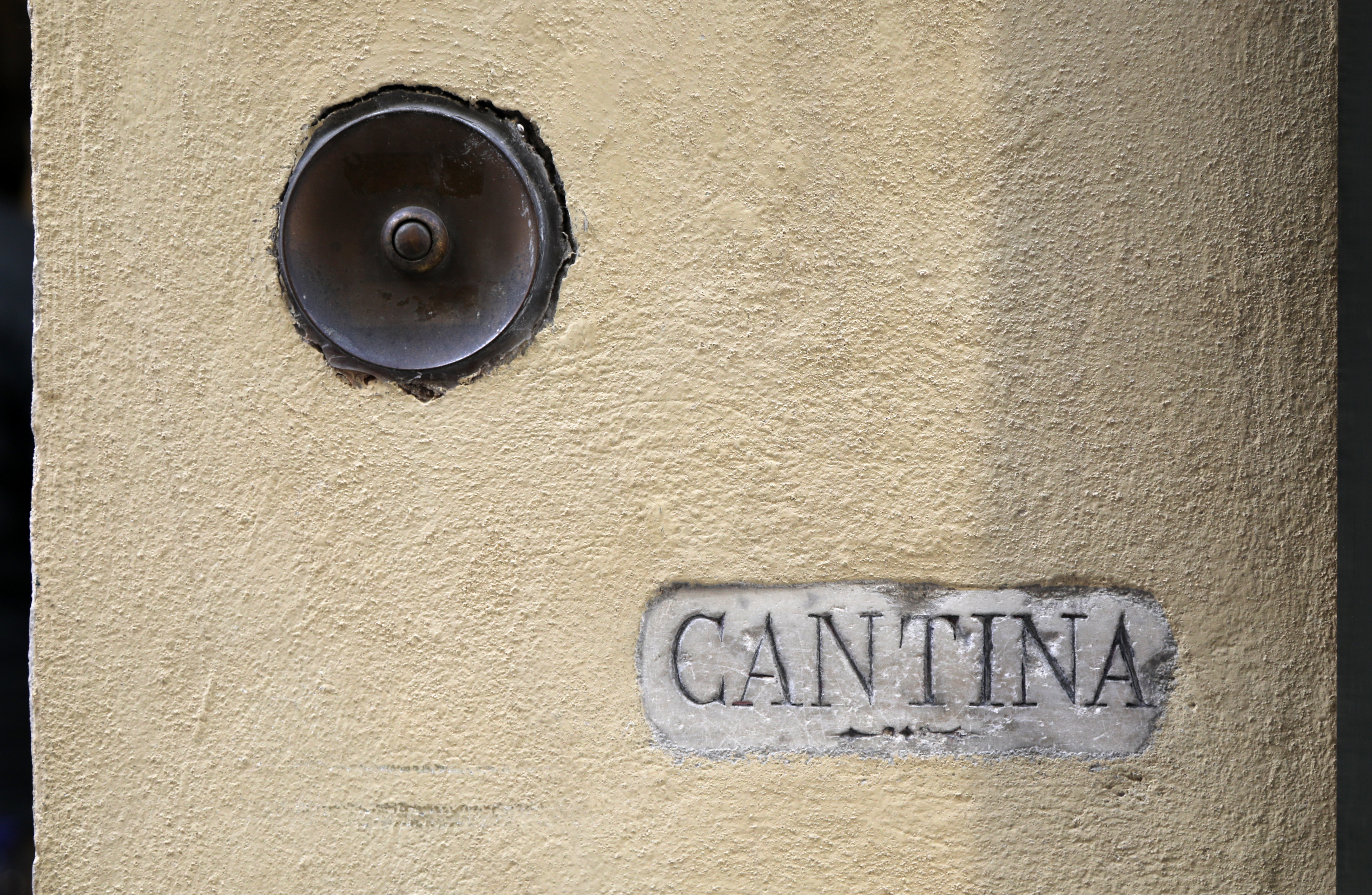
Campanello della "cantina"